# Glyceraldehyd-3-fosfát
Glyceraldehyd-3-fosfát (také nazývaný triózafosfát nebo 3-fosfoglyceraldehyd, zkráceně G3P, GA3P, GADP, GAP, TP, GALP, nebo PGAL) je organická sloučenina, která se vyskytuje v několika základních metabolických drahách všech organismů. Molekula je odvozena monoesterifikací glycerolu kyselinou fosforečnou.

## Meziprodukt glykolýzy a glukoneogeneze

### Vznik
D-glyceraldehyd-3-fosfát ze vytváří vratnými reakcemi z těchto tří sloučenin:
- Fruktóza-1,6-bisfosfátu (F1,6BP), za katalýzy aldolázou.

- Dihydroxyacetonfosfátu (DHAP), za katalýzy triózafosfátizomerázou.

- 1,3-bisfosfoglycerátu (1,3BPG), za katalýzy glyceraldehyd-3-fosfátdehydrogenázou.

### Jako substrát
- Tvorba 1,3-bisfosfo-D-glycerátu při glykolýze.

D-glyceraldehyd-3-fosfát je také součástí pentózofosfátového cyklu.

## Meziprodukt fotosyntézy
Během fotosyntézy se v první části Calvinova cyklu vytvoří 2 ekvivalenty 3-fosfoglycerátu (GP) reakcí ribulóza-1,5-bisfosfátu (RuBP) a oxidu uhličitého (CO2) za katalýzy enzymem rubisco. GP se následně s využitím energie uložené v adenosintrifosfátu (ATP) a redukce nikotinamidadenindinukleotidfosfátem (NADPH) přemění na D-glyceraldehyd-3-fosfát (G3P). Dalšími produkty zde jsou adenosindifosfát (ADP), fosforečnanové ionty (Pi) a nikotinamidadenindinukleotidfosfát (NADP+), které se využijí v další části cyklu.
RuBP se během Calvinova cyklu obnovuje.
G3P bývá považován za hlavní produkt fotosyntézy a může být použit jako přímý zdroj energie, nebo přeměněn na monosacharidy jako je glukóza, která se dopravuje do buněk nebo mění na nerozpustné polysacharidy, jako je škrob.

### Rovnice reakcí
6 CO2 + 6 RuBP (+ energie z 12 ATP a 12 NADPH) → 12 G3P (tříuhlíkaté molekuly)
10 G3P (+ energie z 6 ATP) → 6 RuBP (obnova výchozího materiálu)
2 G3P → glukóza (šestiuhlíkatá molekula).

## V biosyntéze tryptofanu
Glyceraldehyd-3-fosfát je rovněž vedlejším produktem biosyntézy esenciální aminokyseliny tryptofanu.

## Biosyntéza thiaminu
Glyceraldehyd-3-fosfát je reaktantem v biosyntéze thiaminu (vitaminu B1).